# Paradiastylis longipes
Paradiastylis longipes är en kräftdjursart som beskrevs av William Thomas Calman 1905. Paradiastylis longipes ingår i släktet Paradiastylis och familjen Diastylidae. Inga underarter finns listade i Catalogue of Life.